# Frettemeule
Frettemeule est une commune française située dans le département de la Somme en région Hauts-de-France.
La commune présente l'originalité de se trouver sur le 50e parallèle qui coupe le territoire au droit de la rue de Frettemeule à Maigneville au niveau de la mairie.

## Géographie

### Localisation
Frettemeule est un village picard du Vimeu.
À vol d'oiseau, la commune est située à 6 km au sud-est de Feuquières-en-Vimeu, 7 km au nord-est de Gamaches, 9 km au nord de Blangy-sur-Bresle , 16 km à l'est d'Eu-le-Tréport, 17 km au sud-ouest d'Abbeville et à 49 km au nord-ouest d'Amiens.
Le territoire de la commune est limitrophe de ceux de cinq communes.
Les communes limitrophes sont  Bouillancourt-en-Séry, Le Translay, Maisnières, Tilloy-Floriville et Vismes.

### Géologie et relief
La commune de Frettemeule appartient au Bassin parisien. Ce grand ensemble qui couvre les 2/5e de la France présente une succession de couches sédimentaires déposées au fil du temps.
L'assise géologique de la région est composée de strates crayeuses du Mésozoïque présentant un léger pendage vers le nord-est. Sur le plateau, on note la présence de limons de plateau (sédiments déposés par les vents au cours du quaternaire), de limons argileux rouges à silex et de limons remaniés sur pente (sédiments quaternaires) qui ont tendance à glisser en masse sur les pentes. Ces limons présentent une assise de quelques mètres. Sur les flancs des vallées, on trouve par plaques des colluvions, sédiments remaniés (craie et limon) par effet gravitationnel et hydraulique. Enfin dans le fond de la vallée, se sont déposés des alluvions (sables, graviers, tourbes et limons remaniés).
L'étude d'impact réalisée dans le cadre du projet d'implantation de quatre éoliennes sur le territoire communal a identifié cinq types de sols :
- « sur les limons : on rencontre des sols bruns, à horizons superficiels ; (…) la haute porosité des limons permet une bonne réserve en eau ; ils sont favorables à la grande culture sur les argiles à silex : on observe des sols argileux brunifiés. Ce sont des sols qui nécessitent des amendements en calcaire et en humus. Ils sont relativement peu perméables.
- sur les substrats crayeux (sur les flancs de vallée) : on rencontre des sols de type rendzine ; ce sont des sols minéraux, pauvres, à faible capacité de rétention d'eau.
- sur les colluvions : des sols souvent intermédiaires se développent ; ils dépendent essentiellement de la nature des formations remaniées et accumulées sous forme de colluvions (limons, argiles résiduelles, ou calcaire)

sur les alluvions : des sols hydromorphes, asphyxiants, peu favorables à la mise en culture, se mettent en place ».
Sur le plan topographique, la commune est essentiellement constituée d'un plateau qui s'incline en direction du nord. Ce plateau est entaillé par la vallée de la Vimeuse.
Cette vallée présente des versants dissymétriques, le versant nord présentant une forte pente. Le village de Frettemeule situé dans la vallée s'enorgueillit d'ailleurs de posséder une route d'accès présentant une pente de 14 % bien connue des cyclistes, appelée la côte de Courtieux.
Globalement, plus on s'approche de la vallée de la Vimeuse et plus l'altitude diminue. Le point culminant de la commune que l'IGN a relevé est à 127 m, mais n'indique pas où il se situe exactement. Il se situe probablement non loin du carrefour de la D 936 et de la route allant à Busménard, là où se trouvent les silos de l'UCAVIM et où l'altitude relevée est de 125 m.
À Infray, au niveau du carrefour, on se situe à 121 m, altitude qu'on retrouve un peu plus loin au niveau de Notre-Dame-des-Champs.
À l'entrée de Maigneville, au début de la rue d'Infray, on est à 115 m. De l'autre côté du village, au début de la rue de Blangy, l'altitude est quasi identique avec 116 m. Puis elle diminue, 111 m au niveau de la « Pierre », au centre de Maigneville, 102 m quelques centaines de mètres plus loin, après la mairie, au niveau du carrefour.
À l'église, une plaque sur le clocher indique 85 m.
Dans Frettemeule, l'altitude varie assez rapidement puisqu'on n'est plus qu'à 70 m au niveau du carrefour entre la D 190 et la route de Courtieux. Le talus du Mont-Rôti aujourd'hui aménagé (cf photographie) donne une idée des différences d'altitude au sein du village nettement plus franches qu'à Maigneville.
Au bas de la Côte de Courtieux, l'attitude est de 73 m mais une fois gravie la côte à 14 %, le plateau se retrouve à un peu plus de 105 m.
Le point plus bas de la commune, à 61 m, se situe où coule la Vimeuse à la limite avec la commune de Maisnières.
Sur quelques kilomètres, l'altitude varie ainsi de 66 m.

### Hydrographie

#### Réseau hydrographique
La commune est située dans le bassin Seine-Normandie. Elle est drainée par la Vimeuse,.
La Vimeuse, d'une longueur de 17 km, prend sa source dans la commune de Martainneville. Après Maisnières, elle décrit un coude, son tracé prenant alors une direction nord-est sud-ouest. Puis elle se jette dans la Bresle à Gamaches, après avoir traversé six communes. Sur le plan piscicole, la Vimeuse est classée en première catégorie piscicole (rivière à salmonidés).

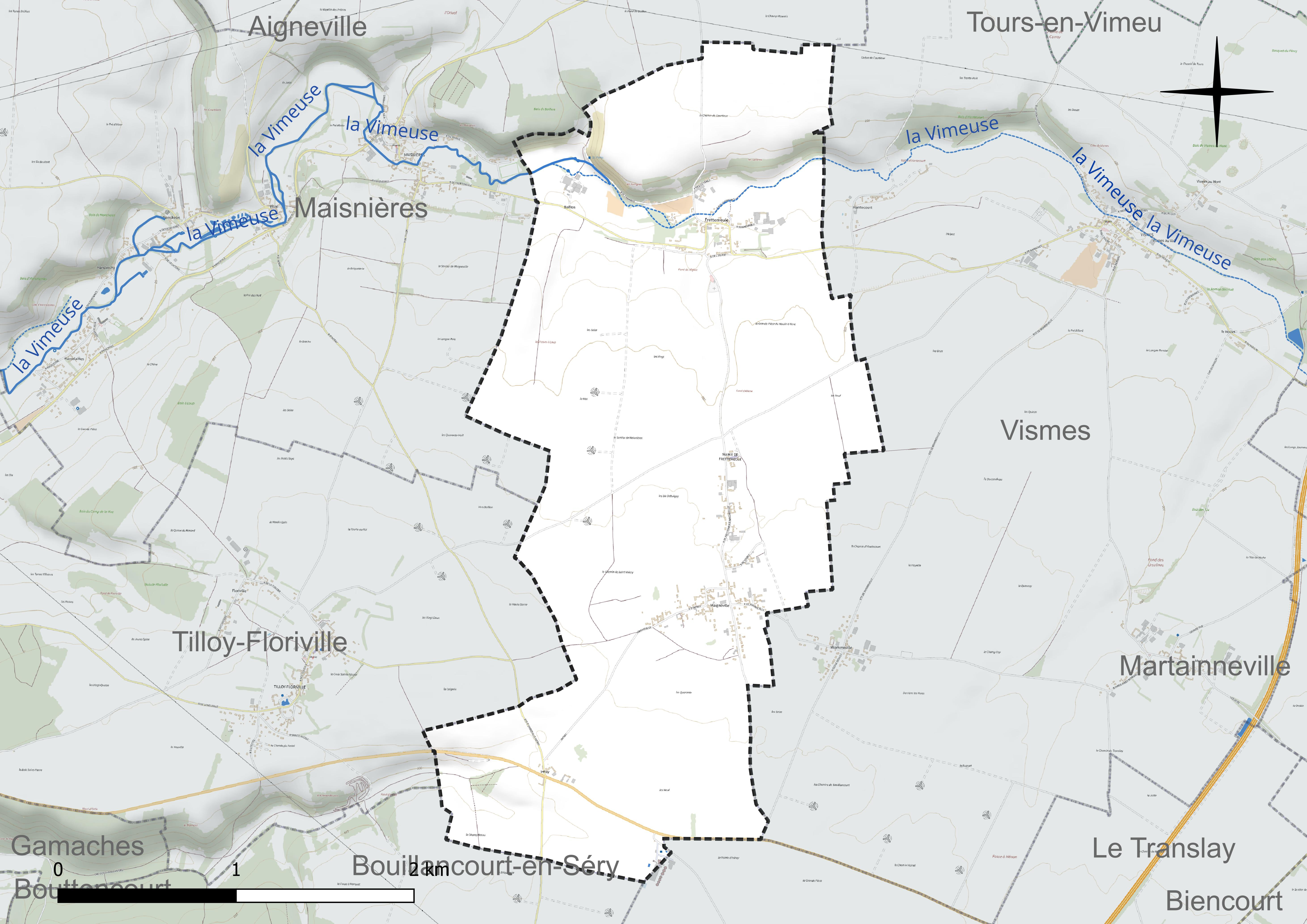
Réseau hydrographique de Frettemeule.

#### Gestion et qualité des eaux
Le territoire communal est couvert par le schéma d'aménagement et de gestion des eaux (SAGE) « Vallée de la Bresle ». Ce document de planification concerne un territoire de 748 km2 de superficie, délimité par le bassin versant de la Bresle. Le périmètre a été arrêté le 7 avril 2003 et le SAGE proprement dit a été approuvé le 18 août 2016. La structure porteuse de l'élaboration et de la mise en œuvre est le syndicat mixte d'aménagement, de gestion et de valorisation du bassin de la Bresle.
La qualité des cours d'eau peut être consultée sur un site dédié géré par les agences de l'eau et l'Agence française pour la biodiversité.

### Climat
Pour des articles plus généraux, voir Climat des Hauts-de-France et Climat de la Somme.
En 2010, le climat de la commune est de type climat océanique altéré, selon une étude du CNRS s'appuyant sur une série de données couvrant la période 1971-2000. En 2020, Météo-France publie une typologie des climats de la France métropolitaine dans laquelle la commune est exposée à un climat océanique et est dans la région climatique Côtes de la Manche orientale, caractérisée par un faible ensoleillement (1 550 h/an) ; forte humidité de l'air (plus de 20 h/jour avec humidité relative > 80 % en hiver), vents forts fréquents.
Pour la période 1971-2000, la température annuelle moyenne est de 10,4 °C, avec une amplitude thermique annuelle de 13 °C. Le cumul annuel moyen de précipitations est de 854 mm, avec 12,7 jours de précipitations en janvier et 8,4 jours en juillet. Pour la période 1991-2020, la température moyenne annuelle observée sur la station météorologique la plus proche, située sur la commune d'Oisemont à 10 km à vol d'oiseau, est de 11,1 °C et le cumul annuel moyen de précipitations est de 801,4 mm,. Pour l'avenir, les paramètres climatiques de la commune estimés pour 2050 selon différents scénarios d'émission de gaz à effet de serre sont consultables sur un site dédié publié par Météo-France en novembre 2022.

### Paysages
Frettemeule fait partie de la région agricole du Vimeu et de ce qu'on nomme de plus en plus la Picardie maritime. Traditionnellement tournée vers l'agriculture, notamment l'élevage, et présentant de ce fait des paysages verdoyants, cette partie du Vimeu est d'ailleurs appelée Vimeu Vert ou Vimeu rural par opposition au Vimeu Industriel.

### Milieux naturels et biodiversité
Le territoire communal est essentiellement composé d'un vaste plateau agricole intensément exploité et artificialisé. Le nombre d'espèces végétales recensées y est alors considérablement réduit.
Les plantes cultivées sur le plateau sont principalement le blé tendre, le blé dur, l'orge, les pommes de terre, le maïs, les betteraves sucrières.
Autour des « agglomérations », on trouve une couronne de prairies. La végétation y est souvent composée de graminées fourragères. Elles peuvent être entourées de haies ou d'arbres notamment le pommier qui tend cependant à disparaître.
Les principales essences recensées dans ces espaces fortement remaniés par l'homme sont le frêne commun, le hêtre, le chêne pédonculé, le charme, l'orme champêtre, le merisier, le houx et l'érable champêtre. Dans les haies, on retrouve le troène commun, l'aubépine et le prunellier.
Certains secteurs apparaissent davantage préservés. C'est ainsi qu'une ZNIEFF dite « des Avergnes de Maisnières et de Frettemeule » a été recensée sur le territoire communal. Elle couvre 65 ha à cheval sur les communes de Maisnières et de Frettemeule. À noter que si « Avergnes » désigne le versant nord abrupt de la vallée de la Vimeuse à Maisnières, à Frettemeule ce même versant est désigné sous le nom des « Avernes ».
Le site dit des « Avergnes de Maisnières et Frettemeule » est localisé sur le versant nord de la vallée de la Vimeuse à l'aplomb des communes de Maisnières et de Frettemeule.
Le coteau est abrupt et est occupé dans sa partie est par des pelouses plus ou moins embroussaillées et encore pâturées pour certaines, alors que sa partie ouest est majoritairement boisée.
Sur le rebord du plateau s'étendent des boisements entrecoupés de pâtures et de cultures.
Enfin, depuis le sommet des Avergnes, le promeneur bénéficie d'un superbe point de vue sur le fond de vallée occupé par des prairies humides et des vergers pâturés.
L'intérêt écologique du site se situe essentiellement dans les pelouses calcaires (larris en picard). Développées sur des pentes abruptes exposées au sud, elles abritent une flore et une petite flore caractéristiques.
Au niveau de la flore, plusieurs espèces thermophiles (aimant la chaleur) sont présentes comme Seseli libanotis et plusieurs orchidées dont l'orchis bouc (Himantoglossum hircinum) espèce spectaculaire avec ses fleurs allongées et spiralées.
Fait original, les genévriers présentent ici un port en « drapeau » probablement hérité du pâturage ancien du site.
En ce qui concerne la faune, le larris abrite des petits oiseaux caractéristiques des espaces dégagés ponctués d'arbustes. Le lapin de Garenne marque sa présence en entretenant encore quelques plages de pelouse rase.
Les pelouses calcicoles constituent l'héritage du pâturage extensif par des moutons qui était traditionnellement conduit sur les coteaux. L'abandon du pâturage par endroits permet une reprise d'une dynamique de la végétation qui se traduit par le développement d'herbes envahissantes et d'arbustes ; sur d'autres secteurs, l'intensité du pâturage (nombre élevé d'animaux, apport d'engrais) conduit à l'appauvrissement du milieu : développement d'espèces banales au détriment d'espèces remarquables.
Une gestion adaptée encourageant l'extension du pâturage ou rétablissant celui-ci lorsqu'il a disparu, permettrait de conserver ce patrimoine naturel des pelouses.
L'ouverture d'une vaste carrière a fait régresser la surface de pelouse dans la partie ouest du site. Cette carrière est partiellement abandonnée, elle est déjà le lieu de dépôts de détritus. De part et d'autre, la frange de pelouse rase qui subsiste est de plus en plus réduite. Elle se trouve, d'un côté, progressivement envahie par la lisière du bois et, de l'autre, gagnée par l'extension de la carrière.

## Urbanisme

### Typologie
Au 1er janvier 2024, Frettemeule est catégorisée commune rurale à habitat dispersé, selon la nouvelle grille communale de densité à sept niveaux définie par l'Insee en 2022.
Elle est située hors unité urbaine. Par ailleurs la commune fait partie de l'aire d'attraction de Friville-Escarbotin, dont elle est une commune de la couronne,. Cette aire, qui regroupe 33 communes, est catégorisée dans les aires de moins de 50 000 habitants,.

### Occupation des sols
L'occupation des sols de la commune, telle qu'elle ressort de la base de données européenne d'occupation biophysique des sols Corine Land Cover (CLC), est marquée par l'importance des territoires agricoles (92,6 % en 2018), une proportion sensiblement équivalente à celle de 1990 (92,8 %). La répartition détaillée en 2018 est la suivante : 
terres arables (76,3 %), prairies (15,6 %), zones urbanisées (7,3 %), zones agricoles hétérogènes (0,7 %), forêts (0,1 %). L'évolution de l'occupation des sols de la commune et de ses infrastructures peut être observée sur les différentes représentations cartographiques du territoire : la carte de Cassini (XVIIIe siècle), la carte d'état-major (1820-1866) et les cartes ou photos aériennes de l'IGN pour la période actuelle (1950 à aujourd'hui).

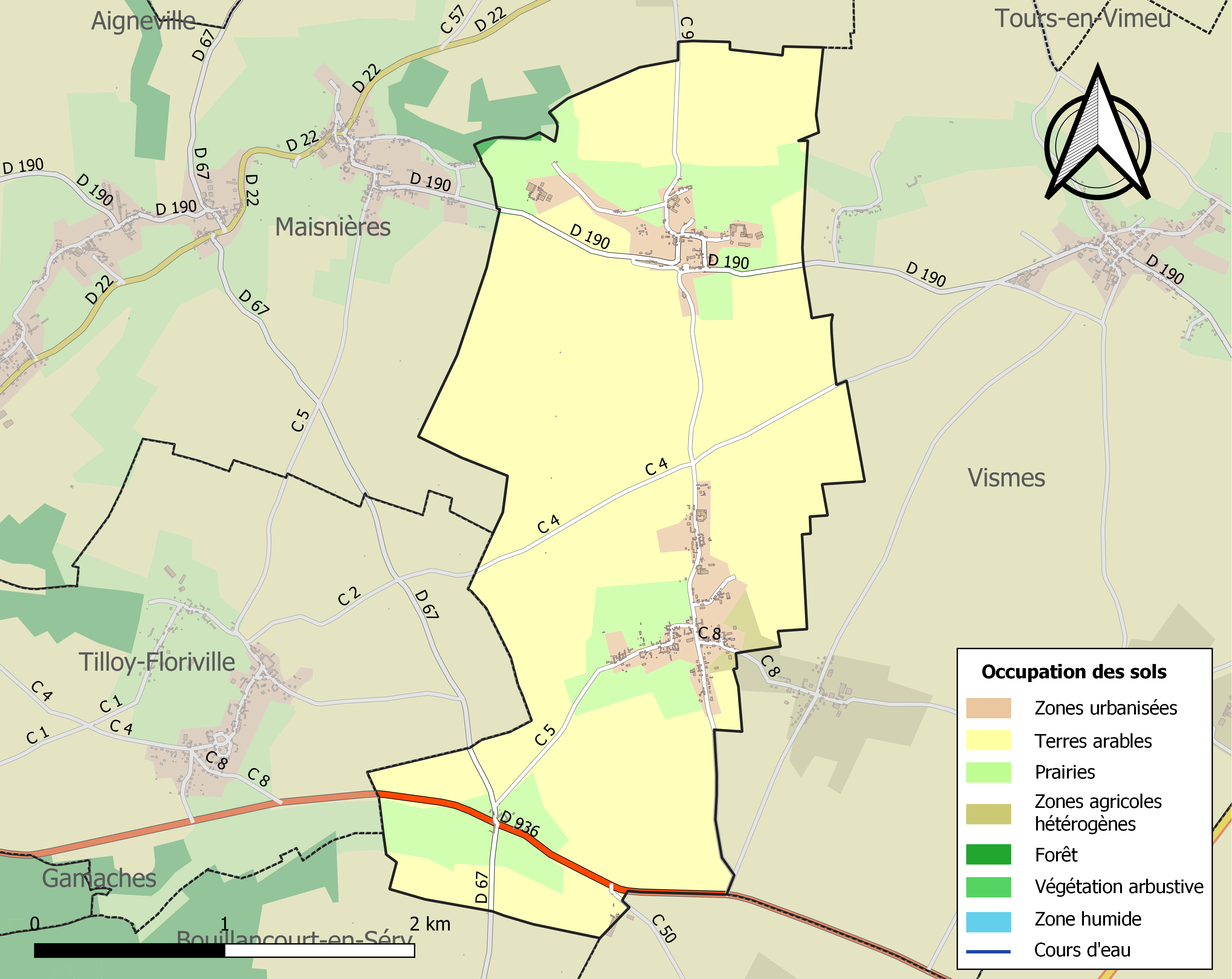
Carte des infrastructures et de l'occupation des sols de la commune en 2018 (CLC).

### Voies de communication et transports
Trois routes départementales desservent la commune :
- la RD 936, ancienne voie romaine et plus récemment ancienne RN 36, relie Amiens au Tréport. À partir de ce grand axe, il est possible de joindre outre la capitale régionale et le littoral, Gamaches, Oisemont, Airaines ;
- la RD 67 croisant la RD 936 à Infray permet de joindre Blangy-sur-Bresle mais aussi dans l'autre sens Feuquières et l'ensemble du Vimeu Industriel ;
- la RD 190 qui dessert la vallée de la Vimeuse et notamment le village de Frettemeule. Grâce à cette route, on accède à Oisemont, à Abbeville (via Martainneville) et à Dargnies.

## Toponymie
Le village de Frettemeule apparaît sous différents noms dans les textes anciens. On le trouve ainsi désigné sous le nom de Quatuor Molae (quatre pierres, quatre moulins) et Fractae Molae (pierres brisées) qui pourrait désigner un village en ruines. D'autres formes ont été relevées : Frestemoeulle, Fraitemeule, Frottamola. Le singulier implique le sens de « pierre brisée », peut-être s'agit-il d'un mégalithe ? Homonymie avec Frettemeule (Fracta mola 1137) ancienne paroisse de Seine-Maritime, rattachée à Ancretiéville-Saint-Victor.
Quant à Maigneville, le hameau tire son nom vraisemblablement d'une villa (domaine agricole romain) d'époque médiévale et maine / manne, issu du latin magna, grande qui connait curieusement une survie tardive au Moyen Âge en toponymie (Cf. les nombreux Manneville), c'est-à-dire « grande ferme, grand domaine agricole ». Dans les textes anciens, Maigneville s'écrit tantôt Magneville tantôt Maingueville. On peut encore entendre en ce début du XXIe siècle cette prononciation « Maingueville » chez les plus anciens.
On trouve mention d'Infray sous plusieurs formes : Hinfray ou Infré. On peut penser qu'il tire son nom du latin « infra » signifiant « au-dessous de » ou « à côté de ». Cela sous-entend sans doute la présence de la grande voie antique qui reliait l'embouchure de la Bresle à Amiens et que nous connaissons aujourd'hui sous le nom de D936 à moins qu'Infray ne doive son nom à la proximité du bois de Séry. Il s'agit plus vraisemblablement d'un nom de personne de type germanique pris absolument, comme c'est parfois le cas et qui est encore porté comme nom de famille de nos jours. Les patronymes Hinfray et Infray étaient essentiellement portés dans le département contigu de Seine-Maritime jusqu'à la Première Guerre mondiale.

## Histoire
On connaît peu de choses de l'histoire de Frettemeule et de Maigneville.
Antiquité
Il apparaît que la commune était traversée par une route de flux importants depuis au moins l'antiquité. En atteste ce texte[réf. nécessaire] : « Il y a enfin une route sur laquelle nous devons fixer une attention toute particulière. Tous les familiers de la vallée de la Bresle la connaissent très bien, sans peut-être en soupçonner l'importance. Cette route vient de Rome, entre en Gaule par le Petit-Saint-Bernard ou Vintimille, passe à Lyon, Sens, Senlis et Beauvais ; puis par Marseille-en-Beauvaisis, en droite ligne par Sarcus, le carrefour de Saint-Clair, le croisement du Coq-Gaulois, et aboutit à Senarpont ; elle traverse le Liger, remonte sur le plateau au hameau de la Rêderie, et toujours en droite ligne par Le Translay, Frettemeule, Valines et Arrest conduit à Saint-Valery. Visible sur le terrain presque sur toute sa longueur de Senarpont à Saint-Valery, elle est encore dessinée sur la carte de Cassini au XVIIe siècle. C'est l'une des deux routes de l'étain. L'autre vient aussi de Rome et depuis Senlis passe par Amiens ; sous le nom de chaussée Brunehaut, elle conduit à Boulogne. A Saint-Valery ou à Boulogne, on s'embarque pour la Bretagne pour aller en Cornouailles  chercher l'étain nécessaire au bronze. Cet étain est considéré par les Romains comme un produit de première nécessité au point que, dès le IIe siècle av. J.-C., le Sénat avait interdit l'exploitation des petits gisements italiens, conservés comme stock stratégique. Tout l'étain consommé à Rome venait de Cornouailles en passant par Amiens ou par Senarpont[réf. nécessaire] ».
Moyen-Âge
La plus ancienne mention de Frettemeule dans les textes anciens date de 696. « Parmi les biens donnés en l'an 696 à l'abbaye de Fontenelle par Saint Wandrille — qui en devint plus tard abbé — le chroniqueur en cite qui sont à Frettemeule en Vimeu, sur la rivière Visme, et qui provenaient de son patrimoine ».
Époque contemporaine
Les cahiers de doléances de la commune sont consultables sur le site des archives départementales, p. 182 à p. 186.
La mairie-école a été construite au XIXe siècle. Attenante à cette ancienne école  on trouve la nouvelle école dont la construction a débuté au début du mois de novembre 1959 pour être opérationnelle à la rentrée scolaire de 1960. Il s'agit également d'un bâtiment en brique. Ce bâtiment comprend aussi un préau. Pour accéder à la nouvelle école, on doit d'ailleurs passer dans le préau.

## Politique et administration

### Rattachements administratifs et électoraux
Rattachements administratifs
La commune se trouve dans l'arrondissement d'Abbeville du département de la Somme (département).
Elle faisait partie depuis 1793 du canton de Gamaches. Dans le cadre du redécoupage cantonal de 2014 en France, cette circonscription administrative territoriale a disparu, et le canton n'est plus qu'une circonscription électorale.
Rattachements électoraux
Pour les élections départementales, la commune fait partie depuis 2014 d'un nouveau  canton de Gamaches
Pour l'élection des députés, elle fait partie de la troisième circonscription de la Somme.

### Intercommunalité
Frettemeule était membre  depuis 2007 de la communauté de communes de Blangy-sur-Bresle, un établissement public de coopération intercommunale (EPCI) à fiscalité propre créé en 2001 et auquel la commune a transféré un certain nombre de ses compétences, dans les conditions déterminées par le code général des collectivités territoriales.
Dans le cadre de l'approfondissement de la coopération intercommunale prévu par la loi portant nouvelle organisation territoriale de la République (Loi NOTRe) du 7 août 2015, cette intercommunalité a fusionné avec la Communauté de communes du canton d'Aumale pour former, le 1er janvier 2017, la communauté de communes interrégionale Aumale - Blangy-sur-Bresle dont est désormais membre Frettemeule.

### Liste des maires
| Période                                  | Période                      | Identité            | Étiquette | Qualité                                          |
| ---------------------------------------- | ---------------------------- | ------------------- | --------- | ------------------------------------------------ |
| Les données manquantes sont à compléter. |                              |                     |           |                                                  |
| mars 2001                                | 2012                         | Bernard Thérate     |           | Démissionnaire d'office                          |
| 2012                                     | En cours (au 8 octobre 2020) | Jean-Claude Brailly | DVG       | Ancien enseignant Réélu pour le mandat 2020-2026 |

## Population et société

### Démographie
L'évolution du nombre d'habitants est connue à travers les recensements de la population effectués dans la commune depuis 1793. Pour les communes de moins de 10 000 habitants, une enquête de recensement portant sur toute la population est réalisée tous les cinq ans, les populations de référence des années intermédiaires étant quant à elles estimées par interpolation ou extrapolation. Pour la commune, le premier recensement exhaustif entrant dans le cadre du nouveau dispositif a été réalisé en 2005.

En 2022, la commune comptait 297 habitants, en évolution de −7,19 % par rapport à 2016 (Somme : −1,26 %, France hors Mayotte : +2,11 %).
| 1793 | 1800 | 1806 | 1821 | 1831 | 1836 | 1841 | 1846 | 1851 |
| ---- | ---- | ---- | ---- | ---- | ---- | ---- | ---- | ---- |
| 408  | 430  | 422  | 468  | 489  | 472  | 480  | 462  | 487  |

| 1856 | 1861 | 1866 | 1872 | 1876 | 1881 | 1886 | 1891 | 1896 |
| ---- | ---- | ---- | ---- | ---- | ---- | ---- | ---- | ---- |
| 491  | 488  | 494  | 494  | 468  | 462  | 468  | 461  | 436  |

| 1901 | 1906 | 1911 | 1921 | 1926 | 1931 | 1936 | 1946 | 1954 |
| ---- | ---- | ---- | ---- | ---- | ---- | ---- | ---- | ---- |
| 422  | 424  | 410  | 366  | 353  | 330  | 312  | 334  | 358  |

| 1962 | 1968 | 1975 | 1982 | 1990 | 1999 | 2005 | 2006 | 2010 |
| ---- | ---- | ---- | ---- | ---- | ---- | ---- | ---- | ---- |
| 368  | 344  | 321  | 318  | 312  | 238  | 256  | 258  | 295  |

| 2015 | 2020 | 2022 | - | - | - | - | - | - |
| ---- | ---- | ---- | - | - | - | - | - | - |
| 316  | 300  | 297  | - | - | - | - | - | - |

En 1999, la commune comptait 238 habitants, ce qui la place au 24 000e rang au niveau national. La densité de population est de 32 habitants par km², typique d'une commune rurale et comparable avec celle des communes alentour.
Avant la Seconde Guerre mondiale, la commune comptait un peu plus de 300 habitants, chiffre qu'elle retrouvera en 1990. Au cours de la période étudiée (1936-1999), la population atteint son maximum en 1962. Sont alors recensés 368 habitants.
À partir de cette date, la population ne cesse de décroître plus ou moins rapidement. Entre 1962 et 1975, les taux d'évolution sont fortement négatifs. La commune perd 24 habitants entre 1962 et 1968 et 23 autres entre 1968 et 1975. Frettemeule est alors victime comme bon nombre d'autres communes rurales de l'exode rural. L'agriculture se mécanise rapidement tandis que les tailles moyennes des exploitations agricoles augmentent fortement. Il y a moins d'exploitations agricoles et celles-ci font travailler de moins en moins d'actifs. Une partie de la main d'œuvre autrefois occupée dans l'agriculture doit trouver un emploi dans d'autres secteurs d'activités : l'industrie surtout, mais aussi les services. De ce fait, une partie des actifs quittent la commune pour des raisons professionnelles.
La période 1975-1990 sera moins défavorable sur le plan démographique. En effet, entre ces deux dates, la commune ne perd que 9 habitants. Malgré l'exode rural qui la concerne toujours, elle attire cependant des actifs qui travaillent dans le Vimeu Industriel et la Vallée de la Bresle, mais qui souhaitent habiter la campagne. Ces actifs réalisent des migrations alternantes : la commune de domicile est différente de celle du lieu de travail. Cette évolution a été rendue possible par le développement de l'automobile, par une motorisation poussée des ménages.
Durant la période 1982-1990, le solde migratoire est d'ailleurs nul (différence entre les arrivées et les départs dans la commune). Quant au solde naturel (différence entre les naissances et les décès dans la commune), il est négatif : - 6.
La période inter censitaire (1990-1999) a été catastrophique en termes démographiques. En effet, la commune a perdu en une décennie près d'un quart de sa population. Peu de communes ont fait pire. Du point de vue du taux d'évolution démographique, sur 783 communes recensées dans la Somme, Frettemeule se classe 780e !!! Le solde naturel est un peu plus négatif : -8 mais c'est le solde migratoire qui est particulièrement mauvais puisque la différence entre les personnes qui sont rentrées dans la commune et celles qui en sont parties est de -66.
Toutefois, depuis le début du XXIe siècle, l'évolution démographique semble plus favorable. La rareté des terrains à bâtir pousse les gens à construire leurs habitations de plus en plus loin de leur lieu de travail. Depuis quelques années, on assiste ainsi à une vague de constructions de maisons neuves sur le territoire communal (principalement à Maigneville). Aussi, le recensement réalisé en 2005 laisse présager une augmentation de la population qui atteindrait 256 habitants.

### Enseignement
L'école locale, située à Maigneville, à une classe, fait partie du regroupement pédagogique intercommunal de la Vimeuse comprenant également les écoles de Vismes, Tilloy-Floriville et Maisnières. Le RPI s'est doté en 2018 d'une cantine neuve  de 168 m2 à Frettemeule, destinée à l'ensemble des enfants scolarisés par le groupement et constituée d'un espace pour la garderie, une cuisine, des vestiaires, et des toilettes
Les écoliers poursuivent leur scolarité au collège de Gamaches.

### Autres équipements
L'essentiel des équipements communaux se répartit entre Frettemeule et Maigneville.
Originalité de la commune, la mairie ne se trouve pas dans le chef-lieu, mais à Maigneville où se trouve également l'école communale.
Sur le territoire de la commune (précisément à Maigneville) se trouve la discothèque Le Gibus. Cette discothèque est l'une des dernières de la Côte Picarde et même du nord de la France. Elle a été ouverte entre les années 1980 et 2011 puis de 2012 à 2017 et enfin a de nouveau repris ses activités en 2019,.

## Culture locale et patrimoine

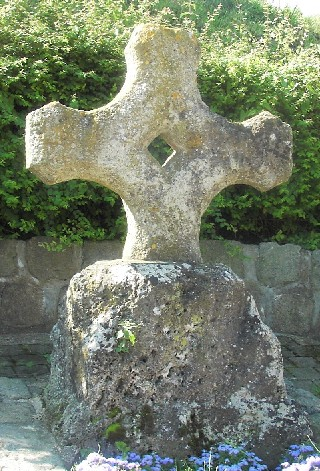
La croix du XIVe siècle.

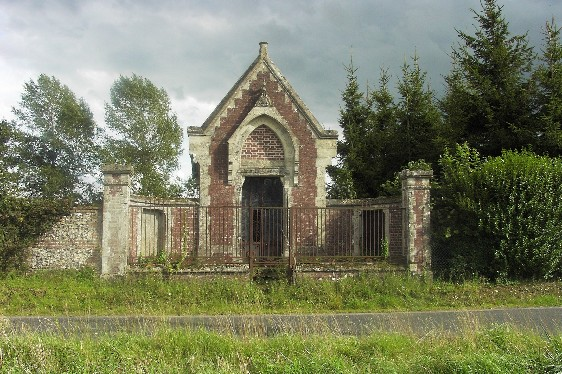
Le Geai d'Infray.

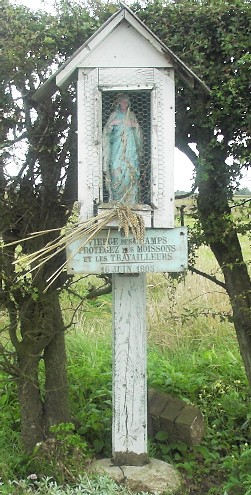
Vierge des champs.

### Lieux et monuments
- L'église saint Martin : 
« L'église isolée dominant le village, reconstruite en 1870[35],[36], tout en briques est en forme de croix latine. Il n'y a pas une pierre, pas une moulure dans cette construction nue et non-orientée. Seul objet d'intérêt : une cuve baptismale, datant peut-être du XIVe siècle (peut-être du XIIe siècle) en tuf haute de un mètre. La cuve octogone, ornée de quatre têtes humaines saillantes au milieu de ses quatre faces, repose aussi sur un pied octogone porté par un socle carré sans aucune moulure. Sur la partie haute du fût, de grosses touffes de feuillages alternent avec les têtes sculptées sur la cuve[37] ». Cette église a été dessinée par Gillard en 1866[38].
Cette église remplace l'ancienne église qui s'élevait dans l'actuel cimetière et dont nous avons une description : « L'église de Frettemeule, située en dehors du village, sur un chemin qui mène à Maigneville, s'élève au milieu d'un bouquet d'arbres qui ombragent le cimetière de la paroisse. Cette église, dédiée à saint Martin, est en mauvais état et paraît ancienne. Les fenêtres sont courtes, à peine plus longues que larges, marquant légèrement l'ogive. Le portail en plein cintre garni d'un tore est  jeté sur le côté nord. À l'extrémité ouest où s'élève le clocher, il n'y a contrairement à tous les usages aucune ouverture. Sous le porche sont des bancs en pierre ; dans le sanctuaire une piscine en ogive, dont l'archivolte, sans aucun ornement, est simplement ébrasée. Les fonts baptismaux sont en pierre, monopédiculés, octogones, selon un usage assez général dans le canton. Ils peuvent dater du XIIe siècle. Quatre figures de néophytes sont sculptées sur la cuve. On croit en voir aussi des traces sur les colonnes simulées du pédicule[39] ».

- La croix en tuf[40],[37] : 
On trouve aussi dans le village une croix en tuf datant du XIVe siècle, évidée d'un losange en son centre. « L'intersection de ses bras s'arrondit en demi-cercle, un chanfrein abat les arêtes ; une petite croix était aussi scellée au-dessus de la partie supérieure ».
Elle mesure 70 cm de hauteur sur 80 cm de large. Au pied de la croix, on trouvait encore trois croisettes en mai 1986 ; elles ont disparu depuis[41].
Située aujourd'hui au carrefour de la D 190 et de la rue de l'église, elle était installée autrefois un peu plus bas le long de l'actuelle route départementale 190, le passage de la voie ferrée ayant nécessité son déplacement. On retrouve de telles croix en tuf dans le Vimeu[42].

- Le Geai d'Infray : 
À Infray, se trouve une jolie petite chapelle dite « le Geai d'Infray ».
- Le moulin : 
Il s'agit d'un moulin à eau sur la Vimeuse. Il n'est plus en activité depuis fort longtemps. Il témoigne de l'utilisation depuis de nombreux siècles de l'énergie hydraulique dans le village qui en tire son nom.
- La Vierge des Champs : 
La Vierge des Champs est un oratoire situé sur le bord de la route communale reliant Maigneville à Infray.
- Le monument aux morts 
Réalisé en béton, le monument aux morts a été érigé dans le cimetière de Frettemeule à la mémoire des jeunes gens qui se sont battus pour la France au cours des deux guerres mondiales et de la guerre d'Indochine

### Les seigneurs de Frettemeule
Ci-après, dans son intégralité, un texte[Lequel ?] retraçant une partie de l'histoire des seigneurs de Frettemeule.
« Cette très ancienne famille, qui doit son nom au village de Frettemeule, en possédait la seigneurie à une époque très reculée. Elle dut s'éteindre dès les premières années du XVe siècle, ou du moins, à dater de cette époque, on perd complètement sa trace et rien ne prouve qu'elle a existé plus longtemps en Ponthieu. Un sceau de 1249 témoigne que les armes des seigneurs de Frettemeule étaient une croix ancrée, mais on n'a pu retrouver les couleurs et les métaux de l'écu.
1. Gauthier de Frettemeule, chevalier, seigneur dudit lieu, souscrit la charte de fondation de l'abbaye de Séry, en 1130 ;
2. Enguerran de Frettemeule, issu du précédent, chevalier, sire dudit lieu, vivant en 1180 ;
3. Hugues de Frettemeule, fils du précédent, chevalier, sire dudit lieu, époux de Clémence, avec laquelle il vivait encore en 1193, fut père de Robert ; Wautier, dit de Brétencourt, qui du consentement de sa femme, et de Michel et Guillaume, ses fils confirment, en 1199, les donations de ses ancêtres à l'abbaye de Foucarmont ;
4. Robert de Frettemeule, fils du précédent, chevalier, sire dudit lieu, qui fit, avec Agnès, sa femme, et Eustache, son fils aîné, plusieurs donations à l'abbaye de Séry, notamment au mois d'octobre 1222 ;
5. Eustache de Frettemeule, fils ainé du précédent, chevalier, sire dudit lieu. Avec sa femme Isabelle, il ratifia en 1244 les donations faites par son père à l'abbaye de Séry ; il eut plusieurs enfants ;
6. Gauthier de Frettemeule, fils ainé du précédent, chevalier, sire dudit lieu, vivant en 1279, mort en 1281. De lui sont issus Pierre et Guillaume, tous deux témoins dans un procès entre Jean de Maisnières et l'abbaye de ? ;
7. Guillaume de Frettemeule, fils du précédent, chevalier, seigneur dudit lieu mort après juin 1312. En juin 1312, « il sert un aveu au roi d'Angleterre, pour la mairie d'Abbeville.
8. Jean de Frettemeule, écuyer, qui vend à Jean, sire de Béleuses, les champarts de Béleuses, en 1292.
9. Enguerran de Frettemeule, dit Yvain, écuyer, qui servit au roi, comme comte de Ponthieu, un aveu pour une rente de 20 livres parisis qu'il touchait chaque année sur la boite de la vicomté du roi, sur le pont à Poissons d'Abbeville, en 1377 ; il attaque Enguerran Le Sellier, qui le tue et, pour ce fait fut banni d'Abbeville, le 12 avril 1390 ;
10. Isabelle de Frettemeule alliée à Jean Le Fèvre, chevalier, seigneur du Mesnil-Eudin, puis, en 1350, à Pierre d'Estaines, chevalier, seigneur d'Andainville ;
11. Adam de Frettemeule, écuyer, qui servait dans la compagnie de Jean de Cayeux, sire de Visme, selon la montre faite le 19 juillet 1380 ;
12. en 1507, la seigneurie de Frettemeule, village du Vimeu, était tenue de Cayeux. Jean de Soissons, chevalier, seigneur de Moreuil et prince de Poix ;
13. autre seigneur de Frettemeule, Adrien de Mailly, en 1500, et Antoine, baron de Mailly en 1514, qui vend ce fief à Jean Le Forestier, bourgeois d'Amiens ». Ailleurs, on rapporte que « la terre de Frettemeule appartint au noble et puissant seigneur Jean de Mailly, chevalier (1493) puis à :
14. Antoine de Mailly, son fils, chevalier, baron de Mailly, seigneur de Ravembergues ;
15. Jean Le Forestier, bourgeois d'Amiens qui acheta le bien au précédent par contrat devant Brahier et Leriche ;
16. Jean Le Forestier, fils du précédent, avocat du roi audit bailliage ;
17. François Le Forestier, probablement le petit-fils du précédent, premier du nom, écuyer ;
18. François Le Forestier, deuxième du nom, fils de ce dernier, écuyer, lui succéda ;
19. Jean Dufour, écuyer, succéda à ce dernier, « à la représentation de dame Marguerite Leforestier, sa mère qui avait épousé Pierre Dufour, écuyer » ;
20. Antoine Dufour, recueillit cette seigneurie en la succession de Jean Dufour, son père ;
21. Louis-Antoine de Broutelle, petit-fils du précédent, seigneur de Cocquerelle, garde-marteau en la maîtrise des eaux et forêts d'Abbeville, fils de Marie-Anne Dufour et Philippe de Broutelle, mariés à Frettemeule le 20 août 1694 ;
22. Marie-Charlotte-Elisabeth de Broutelle, fille du précédent, en devint héritière. Elle avait épousé messire Antoine-Alexis Crignon, écuyer, sieur de Beauverre, Cocquerel et autres lieux, conseiller secrétaire du roi ; elle en fit don par mariage le 27 juin 1773 à sa fille unique ;
23. Geneviève-Charlotte-Madeleine Crignon de Beauverre, fille de la précédente, épouse de messire Louis René de Belleval, chevalier, seigneur du Bois-Robin, Digeon, Duranval, patron honoraire d'Ecles et d'Ecles-Varnier, chevau-léger de la garde ordinaire du roi, capitaine de cavalerie et lieutenant de MM ; les maréchaux de France, demeurant au Bois-Robin près Aumale. Cette dame possédait encore la seigneurie en 1780.

À cause de sa seigneurie et comme patron honoraire de l'église de Frettemeule, le seigneur de Belleval avait tous les droits honorifiques et de prééminence dans ladite église : il avait l'eau bénite et l'encens le premier, était recommandé au prône, aux prières vocales des assistants, avait un banc clos et à queue dans le chœur, du côté de l'évangile…
Il existait un certain nombre de fiefs nobles mouvants et tenus en arrière-fief de la seigneurie de Frettemeule, situés sur le territoire de la paroisse, notamment la Gaillarderie et Herveloy, tenus par Charles Vincent, chevalier, seigneur de Merival, Baillon et autres lieux. Un autre tenu par Antoine-Nicolas Mannessier, chevalier, seigneur d'Offémont et autre lieux, ancien mousquetaire du roi de Maigneville.
Maigneville était donc un fief (noble sans domaine), tenu en arrière-fief de la terre et seigneurie de Frettemeule. Il consistait en censives et mouvances sur des terres, maisons et manoirs.
Le 4 novembre 1388, le seigneur de Visme recevait aveu de Thomas de Maigneville déclarant tenir de la pairie de Visme un fief à Maigneville consistant en manoir, mouvances et domaine.
Nous avons pu établir la chronologie des détenteurs de cette terre à partir du milieu du XVIIe siècle. Se sont ainsi succédé :
- Jean de Belloy, chevalier, seigneur de Rogent, qui vend la terre, suivant contrat du 8 mai 1668 ;
- François de Monchy, chevalier, baron de Visme ;
- André, marquis de Monchy, chevalier et baron de Visme, également sénéchal de Ponthieu, son fils aîné ;
- Alexandre Benoît, comte de Monchy, ancien capitaine de cavalerie (…), sénéchal et gouverneur de Ponthieu, son fils aîné ;
- André-Honoré, marquis de Monchy, chevalier, baron de Visme15, son frère, qui détenait encore cette terre en 1780.

Le fief d'Infray était tenu de la seigneurie de Maigneville. Il a appartenu à :
- Marie Danzel, mariée en 1564 à Jean Lyver, écuyer, seigneur de Boencourt, qui devint, en 1568, mayeur d'Abbeville ;
- Charles Lyver, son petit-fils, en 1602 ;
- Charles Lyver, en 1663, qui ne se maria point ;
- Isabelle, sa sœur, qui avait épousé Jean Lyver, écuyer, seigneur de Bouillancourt-en-Séry, son cousin ;
- Louis Lyver, leur fils, marié avec Charlotte d'Aigneville ;
- le seigneur de Vauchel, héritier de Jean Lyver en 1771.

Enfin, Baillon était autrefois un fief noble qui était tenu du comté de Corbie, comme dépendant de la châtellenie de Maisnières ; Il provenait de :
- Jean Villain qui le donna le 20 août 1485 à...
- Marguerite, sa fille, épouse de Jean de Saint-Delis, avocat du roi au bailliage d'Amiens.

Le 14 décembre 1500, cette dame devenue veuve, releva cette terre, qui fut aussi relevée, le 26 avril 1527, par son fils Antoine de Saint-Delis. Son fils aîné Robert, seigneur de Heucourt, releva le 6 janvier 1530 puis Robert fils, deuxième du nom, le 5 juin 1591 ; La veuve de celui-ci, Suzanne de Fer, comme mère et tutrice de ses enfants, releva le 7 mai 1611 et enfin Madeleine Arnoult, veuve de Louis de Saint-Delis, aussi au nom et comme tutrice de Louis, son fils, le 15 septembre 1648. En 1679, ce fief était encore possédé par un sieur de Saint-Delis, Marquis d'Hentecourt ; plus tard par un seigneur Seneschal, avocat en parlement, demeurant à Paris, qui le vendit en 1753. Messire Charles-Vincent d'Hentecourt, chevalier, le possédait en 1780.
Les curés de Frettemeule
« La cure de Frettemeule était à la présentation du prieur de Saint-Pierre d'Abbeville. Le titulaire recevait la portion congrue, c'est-à-dire : 10 livres au XIIIe siècle, et 500 livres au XVIIIe siècle. La fabrique avait, à cette époque, un revenu de 100 livres, il n'était que de 45 livres en 1692. La dîme se divisait entre le patron-présentateur, les jésuites de la ville d'Eu, le chapitre de Gamaches, le prieur de Saint-Pierre du même lieu, et le commandeur d'Oisemont. On trouve en une charte de Philippe-le-Hardi de l'an 1270 que la dîme de Frettemeule était comprise dans les dons faits à l'abbaye de Saint-Martin-au-Bosc par un chevalier nommé Gauthier (…). Les deux tiers de la grosse dîme de Maigneville et d'Infray appartenaient aux chanoines de Gamaches qui en faisaient bail en 1748. »
« Les curés de Saint-Martin de Frettemeule ont été :
- Sospit, qui signa la coutume en 1507 ;
- Dizembourg, Mallory en 1602 et plus, d'après le premier registre paroissial en ligne des archives départementales ;
- Lallemant (…) en 1660. Mort le 28 mai 1675. Il était fils de Me Antoine Lallemant, conseiller du roi et président au grenier à sel de Saint-Valery ;
- Retard, Pierre en 1676. Mort le 7 janvier 1710 à l'âge de 60 ans ;
- Detuncq, Jean-Nicolas en 1710. Mort le 14 décembre 1748 ;
- Hocquet, François en 1748. Mort le 30 septembre 1765, à l'âge de 47 ans. Il fut inhumé dans le chœur de l'église de Frettemeule ;
- Lesueur, François-Marie en 1767. Mort le 20 octobre 1781 ;
- Hacot en 1781. Sa signature cesse de paraître aux registres en septembre 1792. Pendant le reste de l'année les actes sont rédigés par les curés voisins, pour l'absence, y est-il dit, de M. le curé de Frettemeule.

Puis après la Révolution :
- Boulenger (1816-1829) ;
- Hennequin (1829-1857) ;
- M. Pruvot (…) en exercice en 1857 ».

Le dernier curé présent à Frettemeule fut l'abbé Bataille qui fut curé du village de 1934 à 1977 date de sa mort. Il était alors responsable de trois paroisses : Frettemeule, Maisnières et Vismes. Son presbytère était cependant à Frettemeule. C'est aujourd'hui la maison située au no 10 rue de Maisnières.
Autres personnalités locales
Loïc Rohaut (1983 - ), champion de France amateurs d'attelage en 2021.

### Héraldique
Pour certaines sources[Lesquelles ?], un sceau de 1249 témoigne que les armes des seigneurs de Frettemeule étaient une croix ancrée, mais on n'a pu retrouver les couleurs et les métaux de l'écu. D'autres sources indiquent que les armes de Robert de Frettemeule étaient « d'argent à la croix ancrée de sable » c'est-à-dire une croix ancrée noire sur fond blanc. On notera des similitudes avec la vieille croix en tuf présente dans le village de Frettemeule.
|  | Les armes de la commune se blasonnent ainsi : d'argent à la croix ancrée de gueules. |